# Skjortblus
Skjortblus, den mer feminina varianten av skjorta, fick sitt utseende i slutet av 1800-talet. 1937 kom den figurslimmade damskjortan, som såg ut exakt som herrskjortor.